# Андростандион
Андростандион, 5α-андростандион или 5α-андростан-3,17-дион, представляет собой встречающийся в природе андростан (5α-андростан) стероид и эндогенный метаболит андрогенов, таких как тестостерон, дигидротестостерон (ДГТ), дегидроэпиандростерон (ДГЭА) и андростендион. Это эпимер С5 этиохоландиона (5β-андростандиона). Андростандион образуется из андростендиона с помощью 5α-редуктазы и из ДГТ с помощью 17β-гидроксистероиддегидрогеназы. Обладает некоторой андрогенной активностью.
Перорально активный синтетический аналог 3α-андростандиол, 17α-этинил-5α-андростан-3α, 17β-диол (HE-3235, Apoptone) ранее исследовался для лечения рака предстательной железы и рака молочной железы.